# Elżbieta Gabriela Bawarska
Elżbieta Gabriela Waleria Maria Wittelsbach (ur. 25 lipca 1876 w Possenhofen, zm. 23 listopada 1965 w Brukseli) – księżniczka Bawarii i królowa Belgów jako żona króla Alberta I. Matka króla Leopolda III.

## Życiorys
Córka Karola Teodora (Karl-Theodor), księcia Bawarii (wnuka króla Maksymiliana I Józefa) i jego żony – Marii Józefy, infantki portugalskiej. Urodziła się w Possenhofen w Bawarii. Była bratanicą cesarzowej Austrii, po której odziedziczyła swoje imię – Elżbiety Bawarskiej.
Elżbieta po raz pierwszy spotkała swojego przyszłego męża w Paryżu podczas ceremonii pogrzebowej swej ciotki, księżnej Zofii Charlotty. W czasie pogrzebu nie mogła oderwać oczu od Alberta. Zaręczyny odbyły się 30 maja 1900. Po powrocie Elżbiety do Bawarii narzeczeni utrzymywali kontakt poprzez listy.
2 października 1900 poślubiła Alberta, księcia Brabancji, następcę tronu Belgii. W 1909 jej mąż został królem, a ona została królową Belgów. Podczas I wojny światowej Elżbieta często odwiedzała linię frontu i finansowała szpitale polowe.
Po I wojnie światowej królowa, kontynuowała działania mające na celu niesienie pomocy najbardziej potrzebującym. Uwielbiała muzykę, wychowywała dzieci w miłości do sztuki.
W 1934 król Albert zginął podczas wspinaczki górskiej, w belgijskiej części Ardenów, niedaleko miasta Namur.
Elżbieta wspierała sztukę i była znana ze swoich znajomości ze znanymi naukowcami, takimi jak np. Albert Einstein. Podczas niemieckiej okupacji Belgii, w latach 1940–1944, królowa używała swoich niemieckich znajomości i wpływów do ratowania setek Żydów od deportacji przez nazistów. Po wojnie została nagrodzona tytułem „Sprawiedliwy wśród Narodów Świata” przez rząd izraelski. W latach 1950. królowa podróżowała do Rosji, Chin i Polski, przez co zyskała miano „Czerwonej królowej”.
Królowa Elżbieta zmarła w Brukseli w wieku 89 lat. Została pochowana w krypcie królewskiej kościoła Notre-Dame w brukselskiej dzielnicy Laeken.

## Dzieci Elżbiety i Alberta
- Leopold Filip Karol Albert Meinrad Hubert Maria Miguel (1901-1983), książę Brabancji, książę Belgii, późniejszy czwarty król Belgów
- Karol Teodor Henryk Antoni Meinrad (1903-1983), hrabia Flandrii, książę Belgii, regent Belgii
- Maria Józefa Charlotta Zofia Amelia Henrietta Gabriela (1906-2001), księżniczka Belgii, w 1930 poślubiła księcia Piemontu, przyszłego króla Włoch – Humberta II

## Odznaczenia i wyróżnienia
- Wielka Wstęga Orderu Leopolda (Belgia)
- Order Teresy (Bawaria)[2]
- Order św. Elżbiety (Bawaria)[2]
- Order Luizy (Prusy)[2]
- Order Królowej Marii Luizy (Hiszpania, 1910)[2]
- Order Krzyża Gwiaździstego (Austro-Węgry)[2]
- Order Elżbiety (Austro-Węgry)[2]
- Odznaka Honorowa dla Kobiet Orderu Orańskiego (Holandia)[2]
- Order Orła Białego (Polska, 1925)[3]
- Krzyż Walecznych – czterokrotnie (Polska, 1922)[4]
- Złota róża (Watykan, 1926)